# Žízeň

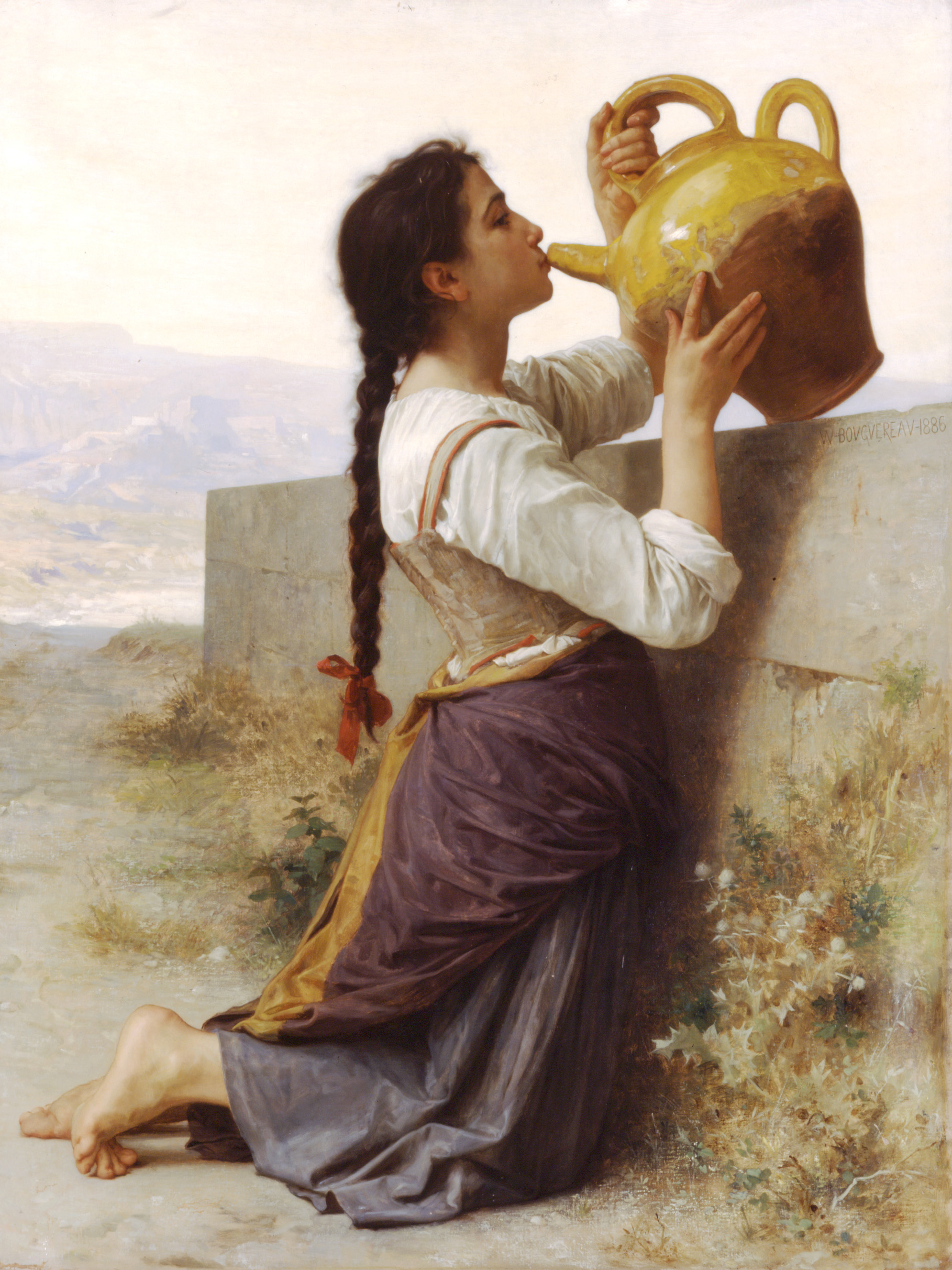
Žízeň. Obraz Williama-Adolpha Bouguereau z r. 1886

Žízeň je pocit, vyvolaný nedostatkem tekutin, který vyvolává potřebu pít. Žízeň vzniká, stoupne-li koncentrace krystaloidů v krevní plazmě nad určitou hranici. Potřeba přijímat tekutiny je ovšem vyvolána také pocity sucha na patře, jazyku a v hltanu a působením některých hormonů, svou roli hraje také psychické rozpoložení.
Člověk zcela bez přísunu tekutin zemře asi za 5 dní. Pokud člověk nemá možnost pít, velmi rychle ztrácí tělesnou hmotnost a slábne. Při déle trvající dehydrataci se dostavují bolestivé křeče, mohou se objevit duševní poruchy, halucinace.
Nadměrná žízeň se medicínsky označuje jako polydipsie a objevuje se například u neléčené cukrovky či diabetes insipidus. Je vyvolána velkým ztrátami vody močením. Polydipsie může být následkem i duševní choroby.